# 스토리온
스토리온(Story On)은 대한민국의 유료방송 채널 사용 사업자인 CJ E&M(개국 당시 온미디어)이 운영한 기혼여성층에 특화된 전문 채널이다.

## 개요
이 채널은 2006년 2월 13일에 디지털 케이블 텔레비전 전용 영화 채널로 개국하였다. 하지만, 20대 여성들을 대상으로 운영 중인 온스타일과 달리 30대 이상의 여성들을 대상으로 하는 방송 채널이 없다고 판단하였다. 이와 함께 아날로그 케이블 텔레비전을 통해서도 송출을 개시하였다.
그러나 최근에 여성 장르 중복 개선 대책에 따라 끝내 스토리온은 2015년 9월 10일자로 폐국하였다. 해당 송출 플랫폼은 O tvN으로 대체되었다.

## 프로그램
- 아트 스타 코리아
- 수퍼맘
- 렛미인
- 트루 라이브쇼
- 이승연과 100인의 여자
- 김원희의 맞수다
- 스토리온 우먼쇼
- 100인의 선택
- 다이어트 워
- 토크 & 시티
- 친절한 미선 씨
- 엄마 영어에 미치다
- 영재의 비법
- 세기의 커플
- 매력발굴 수컷의 재구성!
- 김수로·김민종의 마이퀸
- 미라클 스토리 탄생